# Cvet
Cvet je kratek poganjek z omejeno rastjo. Sestavljajo ga cvetni list, ki so po izvoru preobraženi listi. Cvetni elementi posredno ali neposredno sodelujejo pri spolnem razmnoževanju rastlin. Pravi cvetovi se razvijejo pri cvetnicah oz. semenkah (Spermatophyta). Praprotnice nimajo cvetov in se razmnožujejo s trosi.

## Osnovni deli dvospolnega cveta semenk
- Cvetišče (latinsko receptaculum, 'shramba') je cvetna os, na kateri so razmeščeni vsi drugi cvetni elementi. Cvetišče je lahko ploščato (tulpa), izbočeno (malina Rubus idaeus) ali vrčasto (šipek Rosa). Podaljšano cvetišče imenujemo cvetno vreteno.
- Cvetno odevalo ali periant (grško peri, 'okoli' in anthos, 'cvet') je lahko enojno ali dvojno. Enojno cvetno odevalo tvorijo po obliki in barvi bolj ali manj enaki cvetni listi. Če je dvojno, je sestavljeno iz čašnih in venčnih listov.

Čašo sestavljajo čašni listi, ki predstavljajo primarni periant (latinsko kalyx – K). Ti obdajajo cvetne popke in ščitijo notranje dele cveta, ki so pomembni za razmnoževanje. Pri nekaterih rastlinski vrstah čašni listi ostanejo tudi pri odprtih cvetovih in sestavljajo cvetno čašo, pri drugih pa kmalu ovenejo in odpadejo. Lahko so prosti ali zrasli, ki pa imajo roglje ali krpe.
Venčni listi sestavljajo venec (latinsko corrola – C), ki predstavlja sekundarni periant. So običajno večji, nežnejši in barvitejši od čašnih listov in sestavljajo cvetni venec. S svojimi barvami so najopaznejši del rastlin in služijo predvsem privabljanju opraševalcev. Mnogi venčni listi privabljajo tudi s svojim vonjem. Lahko so prosti ali zrasli. So široki, ploščati, navadno vsebujejo pigmente, ki niso klorofili, imajo malo ali nič vlaken. Njihova naloga je pri vetrocvetkah se venčni listi ne razvijejo. Spodnji zrasli del venca imenujemo venčna cev, zgoraj pa so prosti venčni roglji ali krpe. Goli cvetovi so brez cvetnega odevala ali pa ga nadomeščajo ovršni (podporni listi).
- Prašniki so moški razmnoževalni del cveta. Vsi prašniki posameznega cveta sestavljajo andrecej (latinsko androeceum – A). Prašnik je sestavljen iz prašne niti in prašnice (antera), ki je iz dveh polprašnic (tek) s po dvema pelodnima vrečkama. Vsaka prašnica nosi prašne vrečice z zrni peloda. Pri nekaterih vrstah so prašniki brez prašne niti.
- Plodni listi so ženski razmnoževalni del cveta. Vsi plodni listi posameznega cveta sestavljajo ginecej (latinsko gynoeceum – G). Pri kritosemenkah se plodni listi medsebojno zraščajo v pestiče, ki v svoji notranjosti razvijajo semenske zasnove.

## Posebni cvetni deli
Posebni cvetni deli so:
- Privenček je skupina venčnim listom podobnih tvorb (lepnica Silene, narcisa Narcissus).
- Golt je predel na notranji zraslolistnega venca, kjer venčna cev prehaja v venčni rob.
- Goltne luske so majhne krpice ali izbokline v goltu (gabez Symphytum).
- Ostroga je votel cevast, nitast, vrečast podaljšek, ki često vsebuje nektar (nedotika Impatiens ).
- Čašni priveski so krpice med čašnimi roglji (zvončica Campanula) ali na zunanji strani čašnih listov (vijolica Viola).
- Ovršni listi tvorijo zunanjo čašo.
- Medovniki (nektariji)

## Oblika cvetov
Cvetni elementi so na cvetišču razmeščeni na tri načine:
- V preprostejših cvetovih so številni listi (listi cvetnega odevala, prašniki in pestiči) razvrščeni spiralasto na podaljšanem stožčastem cvetišču.
- Polkrožna ali hemiciklična razmestitev predstavlja prehod med spiralasto in vretenčasto razmestitvijo. Prašniki in pestiči so spiralasto razmeščeni, listi cvetnega odevala pa vretenčasto razvrščeni.
- Vretenasta ali ciklična razmestitev je razvita pri večini kritosemenk, kjer so cvetni elementi razviti v krogih.

Cvetovi so običajno simetrični. Nesimetrični so le redko.
- Zvezdast cvet lahko razdelimo z več (najmanj 3) somernicami na več enakih delov.
- Disimetričen cvet lahko razdelimo le z dvema, druga na drugo pravokotnima somernicama.
- Someren cvet lahko razdelimo le z eno somernico na dva enaka dela.

## Spol cvetov in rastlin
Cvetovi so lahko:
- Dvospolni (hermafroditni), če so v istem cvetu razviti prašniki in pestič.
- Enospolni imajo razvite samo prašnike (moški cvetovi) ali samo pestič (ženski cvetovi).
- Jalovi (sterilni) cvetovi, ki so pogosti pri okrasnih rastlinah, imajo razvito sam cvetno odevalo.

Cvetovi pri kritosemenkah so najpogosteje dvospolni. Rastline, ki imajo enospolne moške in ženske cvetove na isti rastlini, imenujemo enodomne ali monecične (leska Corylus, črna jelša Alnus glutinosa). Dvodomne ali diecične rastline pa imajo na eni rastlini moške, na drugi pa ženske cvetove (konoplja Cannabis, hmelj Humulus, tisa Taxus).
Če ima vrsta dvospolne in enospolne cvetove, je poligamna - na isti rastlini so lahko moški in dvospolni cvetovi, ženski in dvospolni cvetovi ali vsi trije (divji kostanj Aesculus), ali tridomna - poedinke imajo ali samo dvospolne, ali samo moške ali samo ženske cvetove (veliki jesen Fraxinus excelsior, beluš Asparagus officinalis).

## Cvet kritosemenk
Cvet kritosemenk je sestavljen iz cvetne osi in cvetnih listov. Cvetno os sestavljata cvetni pecelj in cvetišče. Pri pecljatih cvetovih je cvetni pecelj dobro razvit in viden, pri sedečih cvetovih pa je cvetni pecelj slabo viden ali ga sploh ni. Cvetišče (cvetno dno) je odebeljen konec cvetnega peclja z močno skrajšanimi členki. Cvetišče je lahko ploščato, izbočeno (jagodnjak Fragaria) ali vrčasto (šipek Rosa).
Na koncu cvetne osi - na cvetišču - so pritrjeni cvetni listi: cvetno odevalo ali periant (čašni listi, venčni listi), prašniki in plodni listi. Cvetovi z vsemi štirimi tipi cvetnih listov so popolni cvetovi, če kateri manjka, so cvetovi nepopolni.
Z izjemo nekaterih izvirnih skupin, pri katerih so cvetni listi nameščeni spiralasto, so pri večini rastlin nameščeni vretenasto. V dvospolnih cvetovih kritosemenk so cvetni listi razmeščeni
večinoma v petih (pentaciklični cvetovi) ali pa v štirih vretencih (tetraciklični cvetovi). Glede na število cvetnih listov na posameznem vretencu ločimo trištevne, štirištevne in
petštevne cvetove.
Cvetove kritosemenk prepoznamo predvsem po zelo opaznem cvetnem odevalu. Zunanji cvetni listi so običajno veliki in zelo barviti zaradi antocianov in drugih pigmentov, kot so karotenoidi. Privabljajo namreč žuželke in druge živali, ki v cvetovih najdejo hranljiv cvetni prah in nektar. Cvetovom z drugih istovrstnih rastlin prinašajo pelod, potreben za oprašitev in oploditev.

## Cvetovi golosemenk
Pri golosemenkah je cvet zelo poenostavljen, s semenskimi zasnovami, ki jih ne obdaja stena plodnice, ampak prosto sedijo na karpelih ali v njihovih zalistjih. Večinoma so enospolni. Semena niso izpostavljena vetru in dežju, saj so dobro skrita in zavarovana. Pri zrelem storžu se ob suhem vremenu luske razprejo in semena sama izpadejo. Ker so krilata, jih veter raznaša daleč naokrog.
Golosemenke nimajo zraslih plodnih listov kakor kritosemenke, zato so semenske zasnove kar na površini omenjenih listov. 
Oprašujejo se večinoma z vetrom. Pelod dospe do semenskih zasnov brez posredovanja žuželk, saj so cvetovi enospolni. To je značilnost golosemenk, za kritosemenke pa je ta lastnost izjema.

### Moški cvet
Moški cvetovi se razvijejo na dnu mladih, dolgih poganjkov. Izrastejo posamič, ali pa jih je več skupaj, tako da dajejo videz socvetja (mačice). Moški cvet gradi podaljšana cvetna os, na kateri so spiralno nameščeni prašniki. Vsak se sestoji iz dveh pelodnih vrečk. V pelodnih vrečkah nastajajo pelodna zrna, ki imajo dva zračna mešička, da jih veter lažje raznaša. Ob bazi moških cvetov je močnejša luskasta brakteja in šibkejši luskasti listi, ki predstavljajo preprosto cvetno odevalo.

### Ženski cvet
Ženski cvetovi so združeni v storžasta ženska socvetja. Gradi jih os storža, na katerem so spiralno nameščeni cvetovi. Razvijajo se na vrhu mladih dolgih poganjkov. Posamezen ženski cvet je sestavljen iz ene semenske luske, ki predstavlja en sam zelo reduciran ženski cvet . Semenska luska nosi dve semenski zasnovi in nastaja v zalistju krovne luske, ki predstavlja ostanek brakteje. Žensko socvetje dozori šele v jeseni drugega leta, šele spomladi tretjega leta pa se semenske luske razmaknejo in veter raznaša krilata semena.

## Cvetna formula
Glavni članek: Cvetna formula
S cvetno formulo označimo zgradbo cveta z dogovorjenimi znaki. 
Cvetna formula je način, s katerim s pomočjo črk, številk in simbolov predstavimo zgradbo cveta.
- Na začetku formule označimo spol cveta. Za oznako uporabimo standardne znake: za moški cvet ♂, za ženski cvet ♀, za dvospolni cvet pa z znakoma za ženski in moški spol ⚥.
- Nato označimo simetrijo cveta. Primarno asimetrične, spiralaste cvetove označimo s spiralo; zvezdaste cvetove, ki imajo tri simetrijske osi ali več označimo z zvezdico; disimetrične cvetove z dvema simetrijskima osema označimo s križcem; zigomorfne cvetove z eno simetrijsko osjo označimo s puščico navzdol; sekundarno asimetrične (ciklične) cvetove označimo z lomljeno puščico.
- Oznaki simetrije sledijo oznake za prisotnost in število cvetnih listov.

Čašo (kalyx) označujemo s črko K,
Venec (corolla) označujemo s črko C.
Če so vsi listi cvetnega odevala enaki - enojno cvetno odevalo (perigon), jih označimo s črko P.
Prašnike označujemo s črko A (andrecej),
Plodne liste ali karpele pa s črko G (ginecej). Z vodoravno črto pod oz. nad G označimo lego plodnice (črta nad G pomeni podrasla plodnica, črta pod G pomeni nadrasla plodnica).
Številke ob naštetih črkah pomenijo število elementov v posameznem vretencu.
- Okrogel oklepaj, ki oklepa številko, označuje zraslost cvetnih elementov. Oglati oklepaj pa označuje priraslost katerega od cvetnih listov na drug del.
- x: predstavlja "spremenljivo število"
- ∞: predstavlja "mnogo"

## Cvetni diagrami
Cvetni diagram je shematski prikaz zgradbe cveta v prečnem prerezu. Cvetni deli so narisani shematsko. Z razliko od cvetne formule z diagramom predstavimo tudi položaj posameznih cvetnih delov v prostoru ter njihov medsebojni položaj. Poleg cvetnih listov so v diagramu lahko označeni tudi drugi deli rastline, na primer podporni listi in steblo.